# Mèo báo
Mèo báo (danh pháp hai phần: Prionailurus bengalensis) là một loài mèo nhỏ thuộc chi Prionailurus trong họ Mèo. Mèo báo phân bố ở Nam Á và Đông Á. Loài này được Kerr vào năm 1792. Từ năm 2002, nó được IUCN xếp vào nhóm loài ít quan tâm do có phân bố rộng khắp nhưng bị đe dọa bởi mất môi trường sống và bị săn bắt ở một số khu vực. Có 12 phân loài khác nhau về bề ngoài. Tên tiếng Việt mèo báo là do tất cả các phân loài lông đều có đốm như báo dù 2 loài có quan hệ xa.

## Phân bố
Mèo báo Tsushima sống trên đảo Tsushima, ban đầu được xem là một phân loài của Mèo báo Trung Quốc, nhưng hiện nay thuộc Mèo báo Amur.

## Phân loài
Cho đến năm 2009, mèo báo gồm 12 phân loài:
- Mèo báo châu Á[4] Prionailurus bengalensis bengalensis (Kerr, 1792) — sống ở Ấn Độ, Bangladesh, Myanmar, Thai Lan, Bán đảo Malay, Đông Dương đến Vân Nam Trung Quốc;[5]
- Prionailurus bengalensis javanensis (Desmarest, 1816) — sống ơ đảo Java và Bali;[6]
- Prionailurus bengalensis sumatranus Horsfield 1821) — sống ở Sumatra và Tebingtinggi;[6]
- Prionailurus bengalensis chinensis (Gray 1837) — sống ở Đài Loan và Trung Quốc trừ Vân Nam;[5]
- Prionailurus bengalensis horsfieldi (Gray 1842) — sống ở Kashmir, Punjab, Kumaon, Nepal, Sikkim và Bhutan;[5]
- Prionailurus bengalensis euptilurus/euptilura (Elliott 1871) — mèo Amur sống ở miền đông Siberia, Manchuria, và Korea[5] và trên đảo Tsushima ở eo biển Triều Tiên;[7]
- Prionailurus bengalensis borneoensis (Brongersma 1936) — sống ở Borneo;[6]
- Prionailurus bengalensis trevelyani (Pocock 1939) — sống ở miền bắc Kashmir và Punjab, và ở miền nam Baluchistan;[5]
- Prionailurus bengalensis alleni (Sody, 1949) — sống ở Hải Nam;
- Prionailurus bengalensis iriomotensis (Imaizumi, 1967) — sống riêng biệt trên đảo Iriomote, một đảo nhỏ thuộc quần đảo Ryukyu;[8]
- Prionailurus bengalensis heaneyi (Groves 1997) — sống ở Palawan;[6]
- Prionailurus bengalensis rabori (Groves 1997) — sống ở các đảo thuộc Phillipines: đảo Negros, Cebu, và Panay.[6]

P. b. iriomotensis từng được đề xuất là một loài vào năm 1967, nhưng dữ liệu mtDNA và thập niên 1990 đã chuyển thành phân loài Mèo báo. Phân loài này được Liên minh Bảo tồn Thiên nhiên Quốc tế xếp vào mục nguy cấp Endangered năm 1986 và cực kỳ nguy cấp Critically Endangered năm 2001.

## Hình ảnh

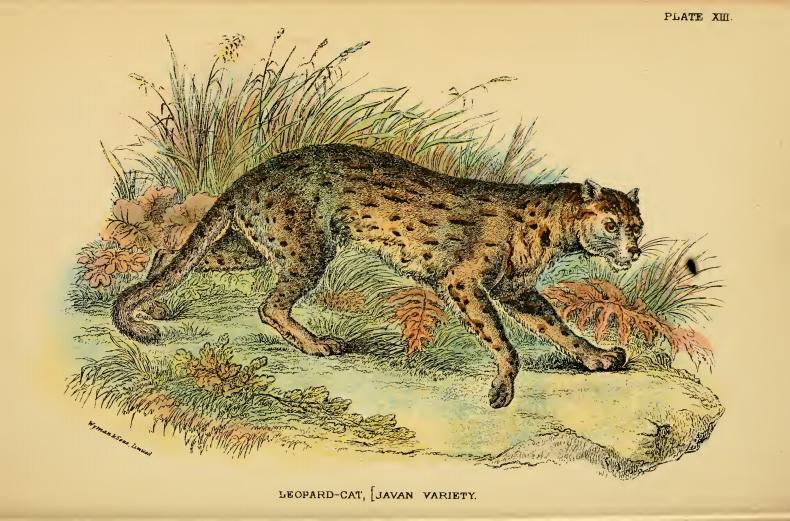
Minh hoạ mèo báo trong sách "A hand-book to the Carnivora", 1896 của Richard Lydekker
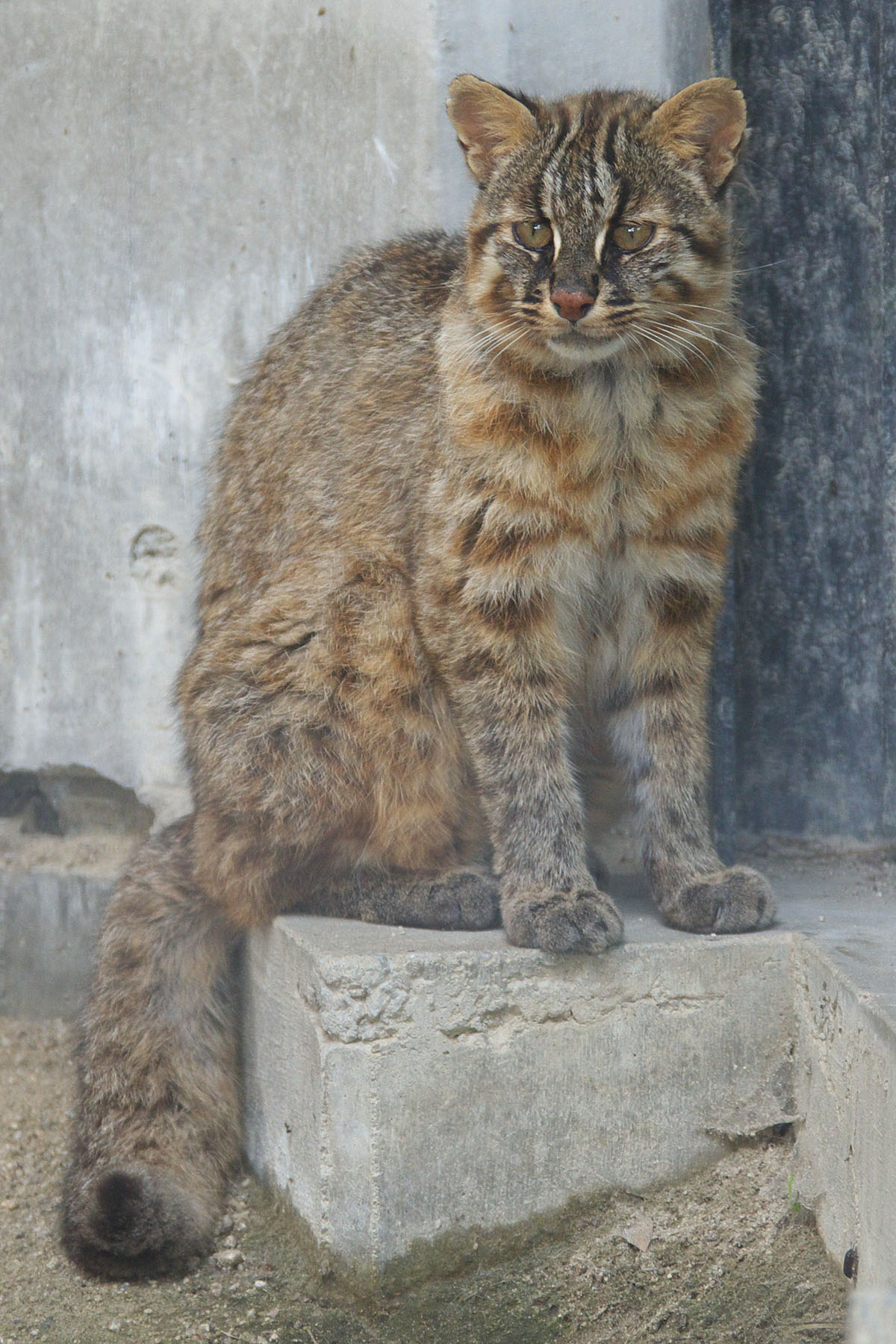
Mèo báo Tsushima